# 40457 Williamkuhn
40457 Williamkuhn è un asteroide della fascia principale. Scoperto nel 1999, presenta un'orbita caratterizzata da un semiasse maggiore pari a 2,3683058 UA e da un'eccentricità di 0,1378400, inclinata di 8,10038° rispetto all'eclittica.